# 5577 Прістлі
5577 Прістлі (5577 Priestley) — астероїд головного поясу, відкритий 21 листопада 1986 року.
Тіссеранів параметр щодо Юпітера — 3,922.
Названо на честь Джозефа Прістлі (англ. Joseph Priestley, 1733 — 1804) — британського священика-дисентера, натураліста, філософа, громадського діяча.